# Andrzej Święcicki (łyżwiarz szybki)

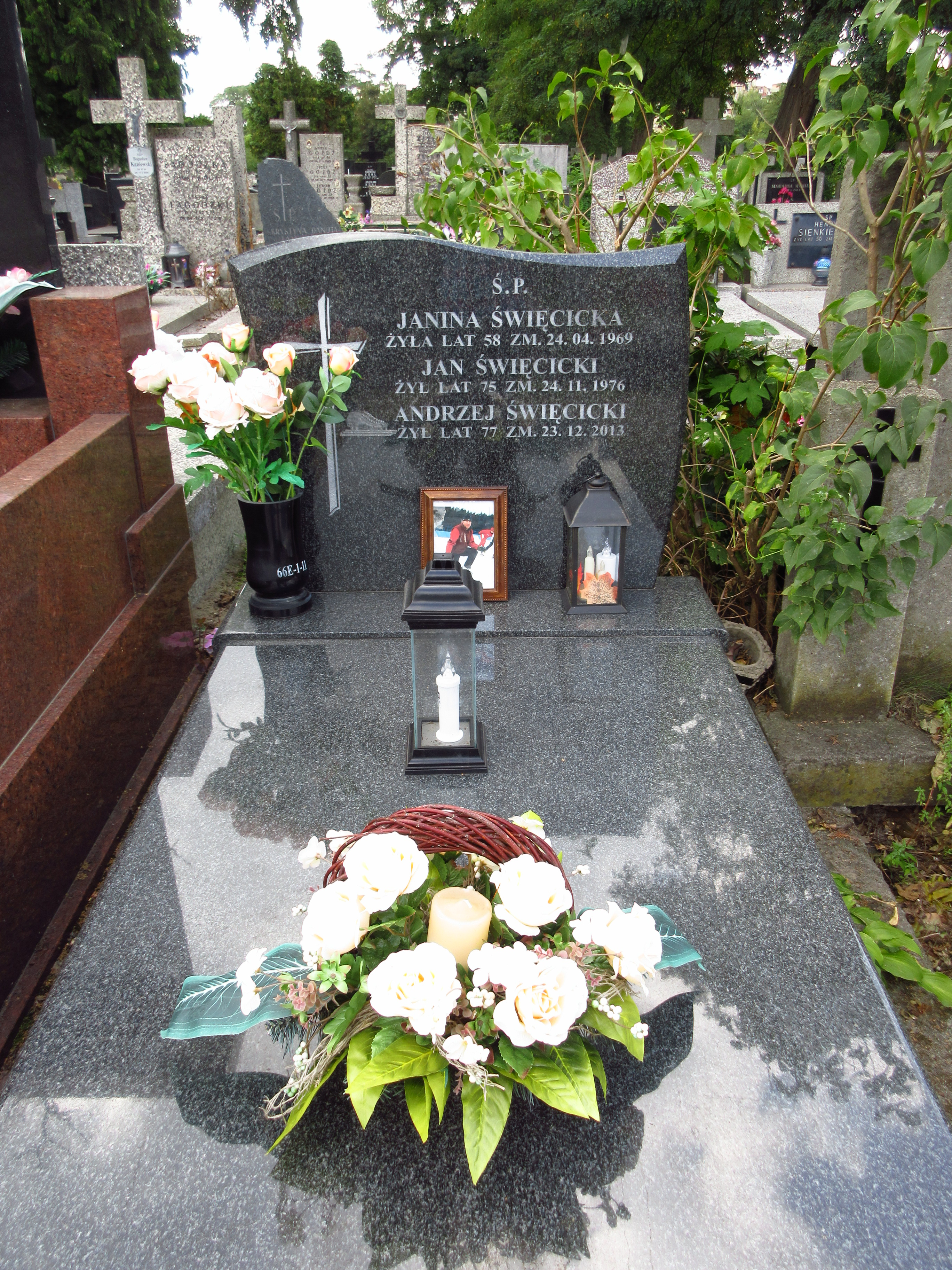
Grób Andrzeja Święcickiego na cmentarzu Bródnowskim w Warszawie

Andrzej Święcicki (ur. 25 lipca 1936 w Warszawie, zm. 23 grudnia 2013) – polski panczenista, mistrz i reprezentant Polski, następnie trener.

## Kariera sportowa
Był zawodnikiem Legii Warszawa (1952−1970) i Marymontu Warszawa (1971−1972). W 1961 wywalczył brązowy medal wielobojowych mistrzostw Polski, w 1963 został wielobojowym wicemistrzem Polski. W ramach wielobojowych mistrzostw Polski wygrywał dystans 1500 m (w 1963 i 1964), 5000 m (1964), 10000 m (1963). Na tym ostatnim dystansie zajął także drugie miejsce w 1964, będąc najlepszym polskim zawodnikiem mistrzostw rozgrywanych w obsadzie międzynarodowej. W latach 1964–1969 pobił dziesięciokrotnie rekord Polski (4 x na 3000 m, 2 x na 5000 m, 2 x na 10000 m, 1 x w tzw. dużym wieloboju, 1 x raz w tzw. małym wieloboju).
W 1961 reprezentował Polskę na wielobojowych mistrzostwach świata, zajął 37 m. na 500 m, 39 m. na 1500 m, 27 m. na 5000 m i 38. miejsce w klasyfikacji końcowej.
Po zakończeniu kariery zawodniczej pracował jako trener w Marymoncie Warszawa. Jego zawodnikami byli m.in. Andrzej Zawadzki, Krzysztof Ferens, Tomasz Jankowski, Artur Nogal, Maciej Ustynowicz i Artur Waś.
Pochowany na cmentarzu Bródnowskim w Warszawie (kwatera 66E-1-11).